# هوفرفونيك
هوفرفونيك (بالإنجليزية: Hooverphonic)‏ هي فرقة موسيقية بلجيكية تأسست في أكتوبر 1995.

## وصلات خارجية
- هوفرفونيك على موقع IMDb (الإنجليزية)
- هوفرفونيك على موقع ميوزك برينز (الإنجليزية)
- هوفرفونيك على موقع أول ميوزيك (الإنجليزية)
- هوفرفونيك على موقع ديسكوغز (الإنجليزية)
- هوفرفونيك على موقع ديسكوغز (الإنجليزية)
- هوفرفونيك على موقع ديسكوغز (الإنجليزية)